# François Marty

Kardinálův znak

Gabriel Auguste François kardinál Marty (16. května 1904 Pachins – 16. února 1994 Monteils) byl francouzský římskokatolický kněz, biskup v Saint-Flour (1952–1959), arcibiskup v Remeši (1960–1968) a arcibiskup pařížský (1968–1981). V roce 1969 byl jmenován kardinálem.

## Životopis
François Marty byl po teologických a filozofických studiích v Rodezu a Toulouse vysvěcen 28. června 1930 na kněze. Poté pracoval do roku 1951 v různých obcích Rodezské diecéze jako duchovní (vikář ve Villefranche-de-Rouergue a v Rodezu, farář v Bournazelu a Rieupeyroux, arcikněz v Millau). V roce 1951 se v Rodezu stal generálním vikářem.
Papež Pius XII. jej jmenoval v roce 1952 biskupem v Saint-Flour. Biskupské svěcení mu udělil 1. května 1952 Marcel-Marie-Henri-Paul Dubois, biskup v Rodezu.
V roce 1959 ho jmenoval papež Jan XXIII. titulárním biskupem v Hemese a arcibiskupským koadjutorem v Remeši. Zde se stal François Marty v roce 1960 arcibiskupem. V letech 1962–1965 se účastnil druhého vatikánského koncilu. V roce 1966 se stal místoprezidentem Francouzské biskupské konference a v letech 1969–1975 zastával úřad jejího prezidenta. V roce 1968 jej papež Pavel VI. jmenoval pařížským arcibiskupem, rok poté ho jmenoval jako kardinála-kněze s titulárním kostelem San Luigi dei Francesi do kolegia kardinálů. Dne 26. května 1970 sloužil v katedrále Notre-Dame mši při státním pohřbu Charlese de Gaulla. Po dovršení věkové hranice v roce 1981 složil svůj úřad arcibiskupa.
François Marty zemřel 16. února 1994 při automobilové nehodě.